# Onuba (Huelva)
Onuba era el nombre de un asentamiento fenicio y tartesio datado desde al menos el siglo X a. C.  que corresponde a la actual ciudad de Huelva (España). A partir de este término se desarrollaron los siguientes nombres que tomó la zona para los colonizadores romanos (Onvba Aestvaria), árabes (Awnaba y Walba) o cristianos (Huelva). La Real Academia española lo escribe como Ónuba.

## Historia
La existencia del asentamiento se ha conocido desde antiguo, siendo nombrada como ciudad en la Ora Marítima, de  Rufo Festo Avieno en el siglo IV o por Estrabón. Pero fue en los años 1960 cuando comienzan las excavaciones intensivas en  la necrópolis tartésica del yacimiento arqueológico de La Joya. Las investigaciones demostraron la milenaria ocupación de la zona y el uso de los pobladores de los conocidos como "cabezos", como en 1978 cuando se excavó en el Cabezo de San Pedro y se encontró un muro de sillares y mampuestos de técnica oriental (fechado en el siglo VIII a. C.) pero en una zona (la zona alta de la actual ciudad) claramente "indígena". Estas primeras estructuras más que defensivas se interpretan como soluciones "prestadas de orientales" para proteger los pequeños asentamientos locales de los frecuentes desprendimientos de tierra de los cabezos. Lo cierto es que los pobladores autócnonos, debido a la ausencia de piedra, habían construido sus viviendas con materiales perecederos, por lo que no existe resto de este tipo de construcciones. También en esa zona y manzanas cercanas se encontraron diversos fragmentos cerámicos fenicios y griegos traídos probablemente hacia la primera mitad de ese mismo siglo. Por lo tanto, se demuestra, al menos,  la existencia de contactos constantes entre estos tartesios "onubenses"  con los pueblos fenicios ya instalados en la parte baja de la ciudad.
La economía de la ciudad se sustentaba en el comercio con los fenicios y en la metalurgia, dada la relativa cercanía de las minas de Riotinto y el hecho de que la ciudad se encontrara a orillas de un río Tinto mucho más caudaloso que en la actualidad, que nace en las mismas minas y termina en una ría a los pies de la ciudad. Todo ello permite una expansión demográfica y un auge constructivo en el que muros y pavimentos se superponen conviviendo con las tradicionales cabañas que continúan siendo una solución constructiva hasta mediados del siglo VI a. C.  En siglos posteriores (VII y VI a. C.) el comercio con los metales sigue enriqueciendo la ciudad.
Hacia el siglo VI a. C. es difícil distinguir en la ciudad los elementos orientales de los inicialmente tartesios y solo destaca un contacto económico residual con los mercados griegos, no apreciándose transformaciones destacables. En el siglo siguiente se produce un colapso o al menos una crisis en la economía basada en el metal, reduciéndose el tamaño del núcleo urbano y centrándose en el autoabastecimiento mediante la agricultura y la pesca.  Pese a todo, el asentamiento nunca dejó de estar habitado, no encontrando un nuevo despegue hasta la llegada de pobladores romanos y la incorporación al Imperio bajo el nombre de onvba aestvaria. Esta Onuba romana, perteneciente a la provincia Bética, ha dejado restos arqueológicos a partir de la época republicana. Fue en época imperial cuando se llegó a una expansión lo suficientemente importante, con una ciudad que imita modelos cercanos como el de Itálica, con estructura en cuadrícula aunque siempre adaptándose a las dificultades del terreno. Onvba Aestvaria tuvo cierta importancia sobre todo por su situación geográfica, que permitió el auge del comercio metalúrgico, agrícola y pesquero. Las intervenciones arqueológicas han encontrado diversos ejemplos de arquitectura civil tanto en el centro como en la periferia, el acueducto subterráneo que atravesaba la ciudad, edificios industriales (generalmente de salazón) y funerarios (algunos se encuentran puestos en valor).
Pese a todo lo expuesto, recientes investigaciones localizan asentamientos humanos en Onuba mucho antes. En 2006, en la zona del Seminario, se encontraron restos datados entre el 3000 a. C. y el 2500 a. C. El hallazgo de dos depósitos cilíndricos con alrededor de unas treinta piezas de deidades prehistóricas, la mayor conocida hasta el momento, situarían en la capital onubense "el poblamiento continuado más antiguo de la península ibérica".

## Topónimo

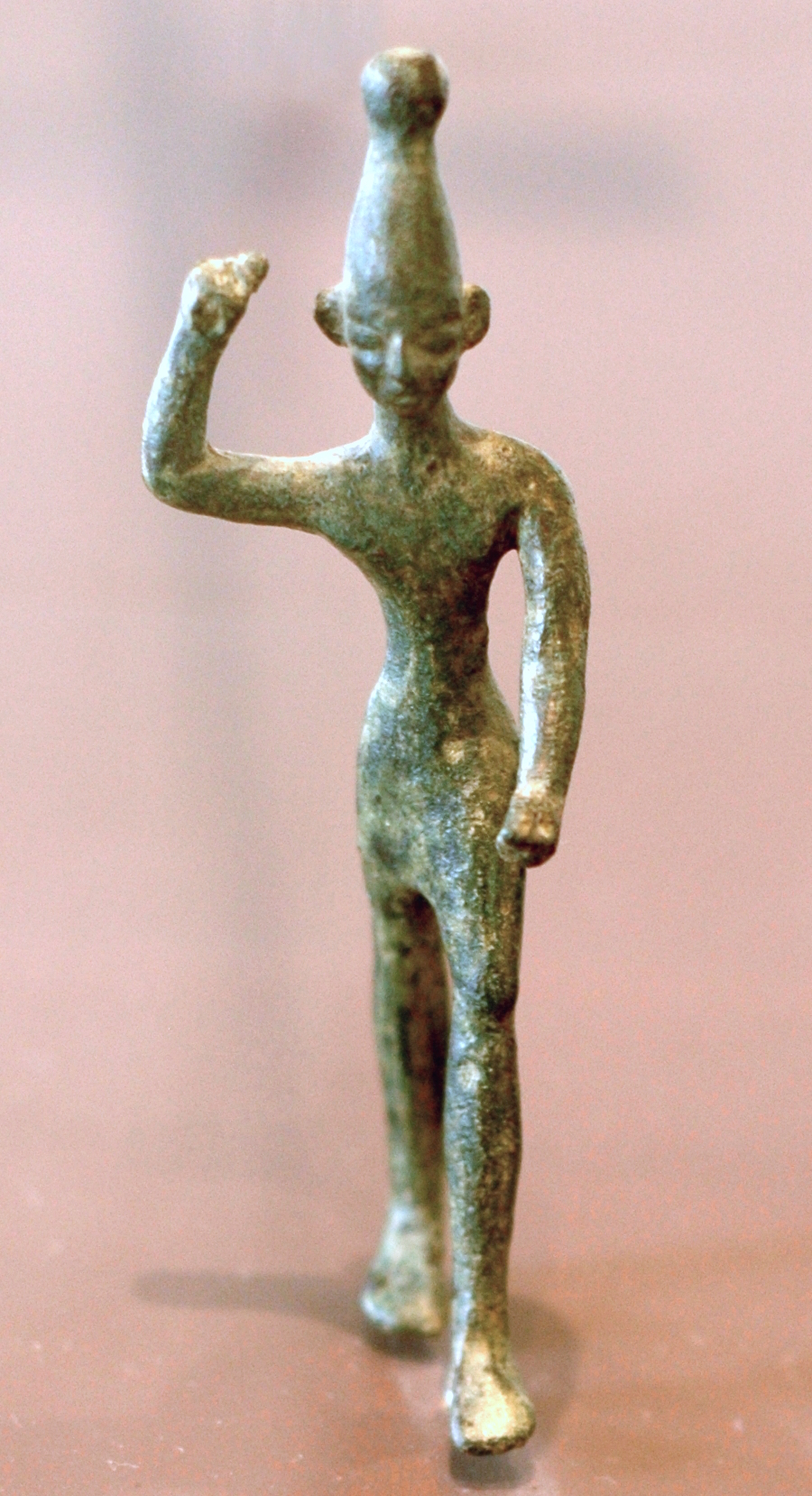
Representación de Baal, Louvre.

El origen del toponímico de "Onuba" es complicado:
- Una teoría popular sugiere que el término Ὄνοβα se origina a partir del término fenicio "*Onos Baal", que significaría  "Fortaleza de Baal" o "Fuerza de Baal". Baal era un dios asirio, babilonio y fenicio de sol y de fuego, cuyo culto fue frecuentemente practicado en la zona. Mención de Av. Or. Mar. 259-261 (Tr).
- Otra teoría sugiere que el sufijo "-uba" significaría literalmente "agua", al presentarse en diferentes asentamientos junto al mar, ríos o rías (como la ría de Huelva). Esta teoría es la más razonable para filólogos e historiadores, puesto que la terminación cuenta con paralelismos por la misma zona (Corduba, Ossonoba, Salduba).[7][8]

En las obras de Pomponio Mela, Plinio el Viejo, Estrabón y Ptolomeo, se le denomina Onoba. El sobrenombre de Aestvaria se le dio por estar a orillas de un río que sentía los aestos o crecientes del mar y posiblemente para diferenciarla del resto de Onoba turdetanas. Aunque se fue transformando en Lusturia, como en la edición de Frobenio y en una sola dicción como Onoba Listuria en Ptolomeo. Pero estos errores se corrigieron gracias a los textos de Estrabón, que cuenta a esta ciudad entre las aestuarias de la Bética:  

...In aestariis conditae sunt urbes Astae, Nebrissae,Onoba, Osonoba, Maenoba aliaeque plures á Sacro Promontorium ad columnas.
Estrabón, Geografía, libro III, página 145.

Mela colocó esta Onoba tocando con el golfo que se forma entre los ríos Betis (Guadalquivir) y Ana (Guadiana). Estrabón dice que frente a esta ciudad había una isleta muy hermosa y abundante en frutos, que estaba consagrada a Hércules. 
Todas estas ciudades en similar ubicación, así como el hecho de que a Onuba llegaran las crecientes del mar o estuarios, nos están indicando que se estaban refiriendo a Huelva. Según Miguel Cortés López, en su Diccionario Geográfico:

Padeció grande engaño Rodrigo Caro creyendo haber estado (Onuba) en Gibraleón. En esta villa estuvo la Olontigi como se ha dicho. Plinio coloca a Onuba en la costa del océano, liictore oceani.

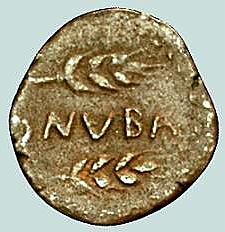
Reverso de moneda en la que se aprecian el nombre de ONVBA y dos espigas de trigo.

Este origen etimológico de la geografía antigua lo demostró  Antonio Jacobo del Barco y Gasca en una disertación impresa en Sevilla, en el año 1775, donde se ve impugnada la equiparación de Onuba a Gibraleón hecha por Rodrigo Caro, manifestando que con razón se llamó Aestuaria, teniendo en su distrito tres esteros navegables. El primero es como un canal de comunicación entre los ríos Odiel y Tinto, por el que navegan barcos de pescadores y facilita el comercio con las ciudades de Moguer y Palos. El segundo sale de la Calzada de Huelva hasta la villa de Aljaraque. Por él se comunican Huelva y los pueblos circunvecinos con las villas de Aljaraque, Cartaya, Lepe y la ciudad de Ayamonte. El tercero es un caño mayor que los dos anteriores, navegable para barcos de mayor calado. Además de éstos, son muchos más los que forman los dos ríos en sus avenidas o crecientes. Por tanto, quedó admitido por el propio Rodrigo Caro la imposibilidad de que Onuba fuera Gibraleón, ya que a esta ciudad no pueden llegar los barcos navegando por los estuarios.
A Onuba llegaron los fenicios enviados por el Oráculo, en el segundo viaje que hicieron, según Estrabón, para entablar comercio con España. Y en la isla de Saltés, que José Antonio Conde conjeturó era Tartís o Tarsis, hallaron ya un templo consagrado a Hércules Thobel. También acuñaron monedas, y en una de las mejor conservadas se ve por el anverso una cabeza con morrión y la leyenda C. Caeli Q. Publici, y por el reverso dos espigas y el nombre de Onuba entre ellas.
Quedó impugnada, además, en la disertación de Antonio Jacobo del Barco, la tesis de Rodrigo Caro de haber estado en Huelva la ciudad Hibera, que menciona Rufo Festo Avieno. Demostrando también que la distancia de 1500 estadios, que dijo Estrabón distaba la isla de Hércules de la salida del estrecho de Gibraltar, las famosas columnas de Hércules, se verifica puntualmente en Huelva.

## Gentilicio y uso del nombre Onuba
De este origen toponímico es el gentilicio oficial de los habitantes de la actual ciudad y, por extensión, de toda la provincia de Huelva: onubenses. Además, esta denominación ha sido utilizada frecuentemente para acompañar al nombre oficial de diferentes asociaciones culturales y sociales, agrupaciones deportivas, marcas comerciales y delegaciones de empresas establecidas en la ciudad o la provincia. También la Universidad de Huelva usa Onuba en su lema "Universitas Onvbensis Sapere Avde" para referirse a la ciudad.

## Hallazgos y restos de la antigua Onuba

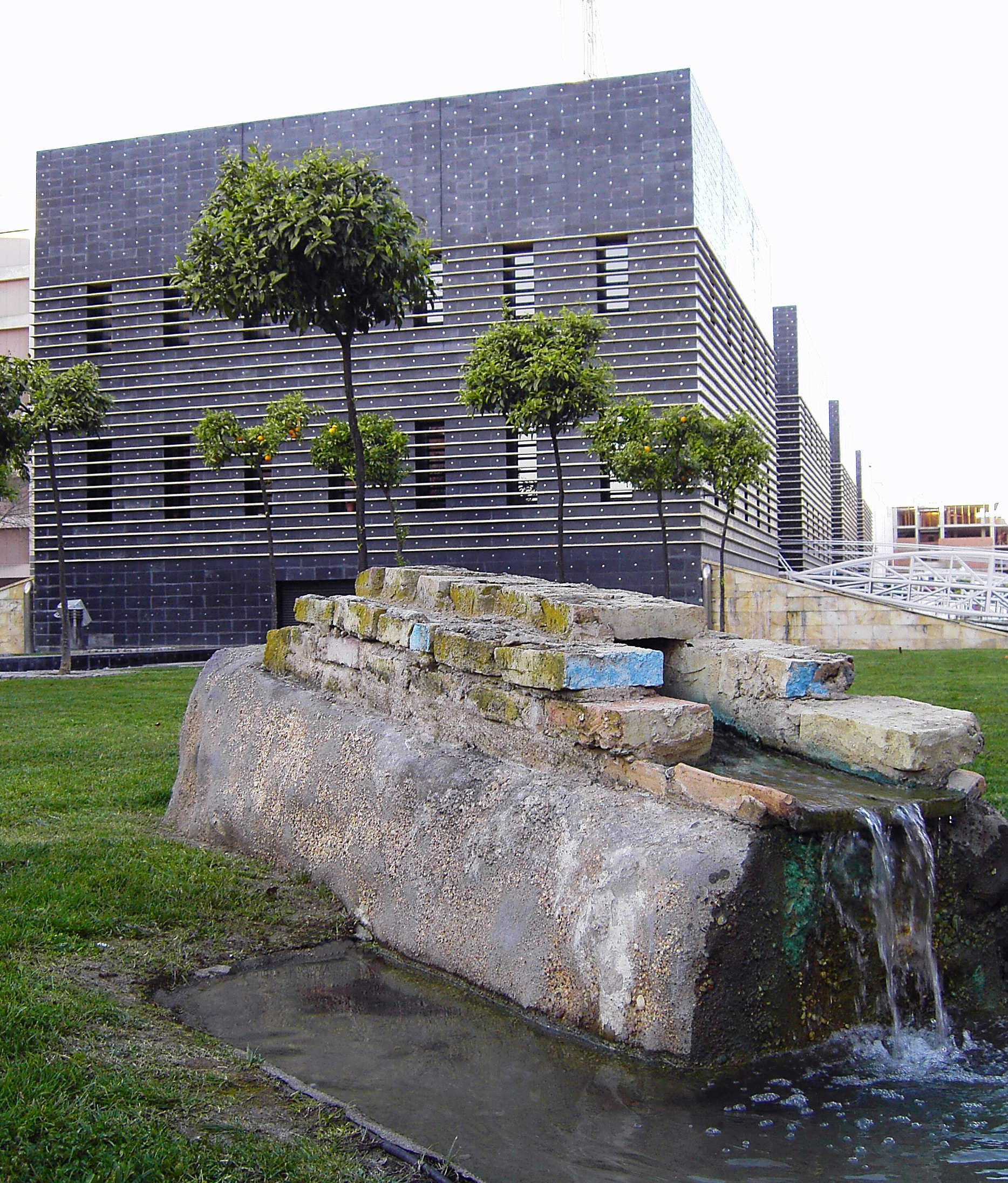
Reconstrucción de fuente romana.

De época tartesia son especialmente significativos dos hallazgos en la ría y que en la actualidad se encuentran expuestos en el Museo provincial de Huelva: 
- Una figura masculina datada entre los siglos VIII y VII a. C. que puede representar al dios egipcio Reshef o al dios sirio-cananeo Melqart. Este último es un dios protector del comercio marítimo localizado en zonas de importante tráfico comercial.
- También es importante el llamado “Depósito de la ría”,  conjunto de objetos hallados en 1923 compuesto por espadas, cuchillos,  puntas y regatones de lanzas y fíbulas. Años después se encontró un casco de origen griego (algunos investigadores sustentan la teoría de que Onuba eran tres ciudades: la tartesia, la fenicia e incluso la griega).

Esencial para el conocimiento de la antigua Onuba son:
- La Zona arqueológica de San Pedro, en la que se encontraron muros de contención tartésicos y fenicios[10] y cimientos de un castillo árabe[11] que se encuentran en zona privada, por lo que es necesaria la autorización para su visita. Integrados en edificio de viviendas de la plaza de San Pedro se encuentran también los restos de una muralla del siglo I. A este complejo se le identifica con la Onuba Aestuaria (nombre que el historiador Plinio el Viejo daba a Huelva).

En la actualidad son destacables las siguientes estructuras:
- Tramo del acueducto romano, templo (podio) y murallas fenicias y monumento funerario integrados en el edificio Tempa Moliere, antiguo Colegio Francés.[12]
- Villae del Cabezo de la Almagra en el Campus de El Carmen (junto a la salida de la autovía a Sevilla).
- "Fuente" en los jardines de la sede de Aguas de Huelva.
- Restos de Domus romana bajo la tienda "Sfera" que se encuentra en la esquina de Vázquez López con Arquitecto Pérez Carasa.
- Restos bajo la futura tienda que se encuentra en la esquina de la Plaza de San Pedro.
- Restos soterrados de edificio romano (en la Plaza de las Monjas y en el cercano Convento de las Agustinas).
- Restos del siglo X a. C. en el solar del seminario.